# Euxoa quebecensis
Euxoa quebecensis là một loài bướm đêm trong họ Noctuidae.